# Bigfoot (camión)
Bigfoot es un camión monstruo, cuyo diseño original comenzó a partir de una camioneta Ford F-100 de 1974, que fue modificada por su propietario Bob Chandler a partir de 1975. En 1979, los cambios introducidos fueron tan profundos que llegó a ser considerada como la primera "camioneta monstruo". En los años posteriores se han introducido otros camiones con el nombre de "Bigfoot", y en los Estados Unidos la propia palabra bigfoot sigue siendo un popular apelativo genérico para denominar a un camión monstruo.

## Primeros años

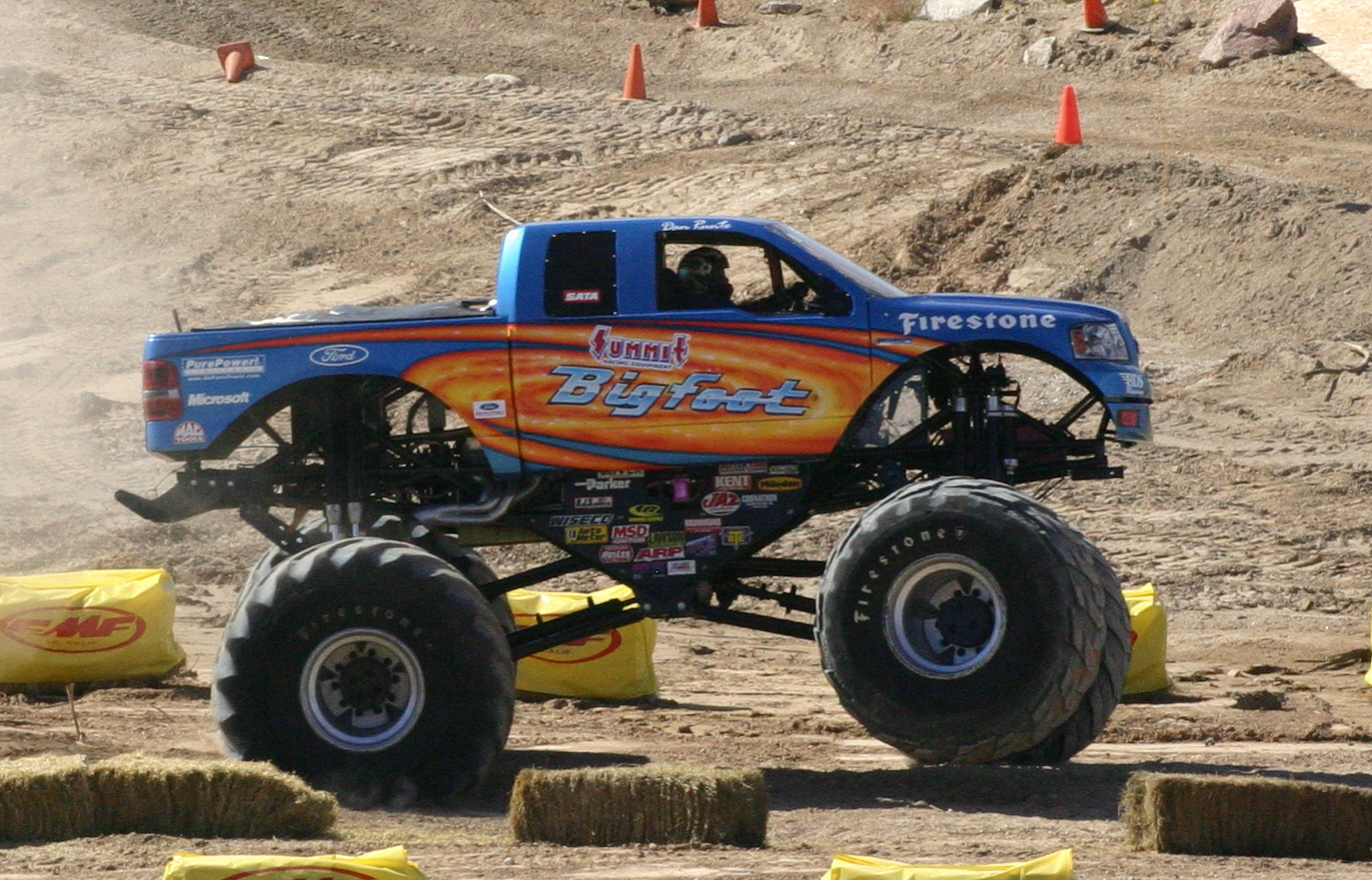
Camioneta Bigfoot en Arizona

Chandler, extrabajador de la construcción y entusiasta del todoterreno del área de San Luis (Misuri), comenzó a competir en 1975, utilizando la camioneta Ford F-250 de 1974 con tracción en las cuatro ruedas de la familia Chandler, y descubrió que los talleres automotrices en el Medio Oeste generalmente no tenían las piezas necesarias para reparar los frecuentes daños. Para remediar este problema, Chandler y su esposa Marilyn, junto con su amigo Jim Kramer, abrieron una tienda llamada Midwest Four Wheel Drive and Performance Center en Ferguson (Misuri). La tienda se mudó a Hazelwood (Misuri), en 1984, que permaneció como la sede de Bigfoot hasta 2015, cuando se trasladó a Pacific (Misuri).
En 1979, Chandler reemplazó el ensamblaje inferior de la camioneta con el de un camión con tracción y dirección en las cuatro ruedas que usaba neumáticos de 48 pulgadas obtenido de un excedente militar. Esta modificación llamó la atención del público, y Chandler comenzó a hacer apariciones en exhibiciones de tractores y coches con su recién bautizado "Bigfoot" (llamado así por el pesado aspecto del tren motor del vehículo) para mostrar las capacidades de la camioneta, así como para promover su tienda. La creciente popularidad del camión llevó a su aparición en la película de Gus Trikonis Take This Job and Shove It de 1981 (que también presentaba el primer camión monstruo USA-1 acreditado con un nombre diferente).
El siguiente experimento de Chandler resultaría revolucionario. En 1981, colocó dos coches para el desguace en un campo, de forma que Chandler pudiera filmarse a sí mismo aplastándolos con el Bigfoot como una broma. Cuando Chandler comenzó a reproducir el video en su tienda, un hombre que promocionaba un evento de deportes de motor en Columbia (Misuri), le pidió que repitiera el truco frente al público. Después de una vacilación inicial debido a la imagen destructiva que transmitiría, Chandler finalmente accedió a actuar en el evento en abril del año siguiente en lo que posiblemente haya sido el primer aplastamiento de un automóvil ante el público. Más adelante ese mismo año, un segundo Bigfoot con llantas deportivas de 66 pulgadas de alto, construido para ayudar a satisfacer la creciente demanda de ver el vehículo, recibió más atención de los medios importantes al aplastar coches en el Pontiac Silverdome en Pontiac (Míchigan). En 1983, Bigfoot comenzó a recibir patrocinio de la Ford Motor Company, una relación que continuó hasta 2005.
En 1984, muchos propietarios de camiones de todo el país habían comenzado a imitar el modelo de Chandler de equipar sus vehículos con llantas de 66 pulgadas de alto, y algunas camionetas tenían llantas aún más grandes. Los promotores de camiones y tractores, como SRO Motorsports (más tarde la United States Hot Rod Association) y Golden State Promotions, notaron la creciente popularidad de los camiones gigantes y comenzaron a reservar varios para aplastar coches en sus eventos, con el resultado final de organizarse pruebas de aplastamiento de autos al estilo de las carreras de aceleración. Un ejemplo popular de los primeros días de las pruebas para camiones monstruo se presenta en el lanzamiento del video casero de 1986 "Return of the Monster Trucks", en el que se incluyen demostraciones de aceleración, el aplastamiento de un automóvil y el paso por un barrizal, todo en la misma prueba. Bigfoot ganó ese evento, celebrado en el Louisiana Superdome, así como la mayoría de las competiciones en las que participó a mediados de la década de 1980. En este punto, Chandler ya había construido una flota completa de camiones "Bigfoot" para satisfacer la gran demanda de su vehículo, que se mantuvo como el camión monstruo más popular y comercializable a pesar de la gran cantidad de imitadores. En 1987, Chandler fundó la Monster Truck Racing Association, que sigue siendo hoy la voz principal en la seguridad de los camiones monstruo.
Otra forma de competencia a la que tuvo que enfrentarse Chandler fue el tamaño físico de sus competidores. Muchos propietarios de camiones habían comenzado a llamar a sus vehículos "el camión monstruo más grande del mundo", por lo que Chandler equipó su vehículo "Bigfoot 4" con ruedas de 10 pies (3 m) de altura que le había comprado al propietario de un depósito de chatarra en Seattle por 1000 dólares. Los neumáticos habían sido utilizados anteriormente por el Ejército de los EE. UU. en Alaska en su overland train en la década de 1950. En 1986, Chandler construyó un camión nuevo, el "Bigfoot 5", específicamente para los neumáticos. Tras su debut público en Indianápolis, Indiana, el camión se llevó inmediatamente el título de "el camión monstruo más alto, más ancho y más pesado del mundo" y finalmente recibió el reconocimiento oficial del título por parte del "Libro Guinness de los récords" en 2002. Con un segundo juego de neumáticos de 10 pies (3 m) de diámetro, el camión mide 15,5 pies (4,7 m) de alto, 20 pies 5 pulgadas (6,2 m) de ancho y pesa más de 38 000 libras (17 236 kg).

## Historia de las carreras de Camiones Monstruosos
La incipiente cadena de televisión de deportes ESPN también tomó nota de la popularidad de los camiones monstruo en la década de 1980 y comenzó a mostrar eventos promovidos por la Asociación de Hot Rod de los Estados Unidos y TNT Motorsports de manera regular. Con las transmisiones frecuentes de carreras de camiones monstruo, el siguiente paso lógico fue crear una serie de campeonatos de carreras. TNT comenzó la primera serie reconocida en 1988 y estuvo dominada por Bigfoot durante gran parte de la temporada. Sin embargo, el novato advenedizo Rod Litzau, conduciendo el camión USA-1, cobró impulso y superó a Bigfoot en la clasificación antes del último fin de semana de la temporada en Louisville. Con la forma en que se estructuraron el sistema de puntos y los grupos de eliminación, Bigfoot (pilotado por Rich Hooser) y USA-1 se enfrentaron en la ronda semifinal, con USA-1 asegurando el campeonato por puntos si vencía a Bigfoot. USA-1 ganó la carrera de manera espectacular y se llevó el campeonato. Después de no alcanzar el título, el equipo Bigfoot tomó la decisión de cambiar su enfoque en 1989, centrándose menos en la competición y más en la investigación y el desarrollo, además de realizar eventos frecuentes para USHRA y USA Motorsports y un calendario limitado para las retransmisiones de la TNT.
Durante este tiempo, Chandler comenzó a trabajar con programas de diseño asistido por computadora (CAD) y, utilizando la tecnología que había aprendido de las carreras todoterreno profesionales, diseñó un bastidor tubular para su siguiente camioneta Bigfoot, junto con un sistema de suspensión con nitrógeno de 24 pulgadas (61,0 cm) de recorrido. Esta innovación permitió que Bigfoot tuviera cuatro veces más recorrido de suspensión que los utilizados por casi todos los camiones monstruo anteriores. Chandler recibiría una patente por sus diseños. Después de probar el vehículo durante tres meses, el conductor Andy Brass debutó a finales de 1989 con la octava versión de Bigfoot, que disponía del nuevo bastidor y de la suspensión mejorada. Hizo su debut oficial en el recinto ferial del Estado de Indiana en Indianápolis, en el Four Wheel and Off Road Jamboree, en un espectáculo especial que hacía el número 5000 para Bigfoot, y donde todos los vehículos de Bigfoot se reunieron en un solo lugar por primera vez. Hizo su debut en la competición en una carrera de la USHRA en el Astrodome en Houston, Texas, llegando a la ronda final de la prueba antes de enfrentarse al Taurus de Jack Willman.
Al año siguiente, después de participar en las carreras de la USHRA en Anaheim y Pontiac (Míchigan), la camioneta debutó en el circuito de puntos del TNT Motorsports Monster Truck Challenge en Memphis. El chasis Bigfoot 8 fue prohibido brevemente en el circuito el 5 de abril de 1990, debido a una aclaración de la regla que solo permitía emplear suspensiones de ballesta y muelles helicoidales. Aunque TNT declaró que la seguridad era la razón principal de la aclaración, también admitieron que otra razón era que Bigfoot 8 simplemente era demasiado avanzado tecnológicamente y estaba alterando el equilibrio competitivo de la serie. El ex corredor de BMX John Piant, pilotando Bigfoot 4 corrió sustituyendo al Bigfoot 8 en múltiples eventos, y Andy Brass llevó al Bigfoot 4 a la victoria en el Louisville Motor Speedway. El Bigfoot 8 regresó al circuito de la TNT después de que se levantó la prohibición temporal. Chandler también emprendió acciones legales contra la TNT.
El equipo Bigfoot terminó ganando 24 pruebas esa temporada y se llevó el campeonato por puntos de la TNT de 1990, imponiéndose sobre Greg Holbrook con el Equalizer de Gary Cook, y sobre Carolina Crusher con el camión diseñado por Gary Porter, siendo el primer campeonato de carreras para el equipo Bigfoot. También ese año, Piant se llevó el Campeonato de la Triple Corona de Eventos Especiales, además de quedar tercero en la nueva serie de puntos de la USHRA. Después de no ganar ningún campeonato en 1991, el Team Bigfoot pasaría un período de 12 años desde 1992 hasta 2003 ganando al menos un campeonato al año, obteniendo un total de 16 victorias en campeonatos de la serie durante ese período.
A partir de 2019, el Team Bigfoot ha ganado un total de 50 campeonatos de la serie.

## Comienzo delsigloXXI
Bigfoot sigue teniendo demanda. Entre sus patrocinadores figuran Firestone, Summit Racing y Vi-Cor. En diciembre de 2005, finalizó el patrocinio de Bigfoot con Ford, aunque no se anunció oficialmente hasta 2007.
Los vehículos de Chandler dejaron de intervenir en eventos para la serie Monster Jam en 1998, debido a una disputa sobre la licencia de imágenes y videos, y no ha regresado desde entonces. Bigfoot también apareció con frecuencia para USA Motorsports y Motorsports Entertainment Group hasta que esas empresas fueron compradas por la empresa matriz de la USHRA en ese momento, PACE Motorsports.
Bigfoot todavía corre para la Special Events Promotion Company, Chris Arel Motorsports, Toughest Monster Truck Tour, Monster Nation, Monster X Tour, Checkered Flag Promotions y muchos otros.
En mayo de 2006, Bigfoot fichó como piloto a la exluchadora y conductora de Monster Jam, Debrah Miceli. Miceli condujo el "Bigfoot 10" hasta el final de la temporada 2007 de la Major League de Monster Trucks (MLMT), aunque después pasó a pilotar para la Feld Motorsports.
En julio de 2010, el patrocinador de Bigfoot, Firestone, entonces también patrocinador de las Grandes Ligas de Béisbol, llevó a Bigfoot al Juego de Estrellas de las Grandes Ligas de Béisbol como un camión de exhibición. Para cumplir con el patrocinio oficial de vehículos de MLB mientras Firestone lo usaba, el chasis Bigfoot 10 presentaba una carrocería del Chevrolet Silverado. En marzo de 2012, Bigfoot se asoció con Robby Gordon para promocionar su bebida energética SPEED y su nueva serie de carreras Stadium Super Trucks. Para la asociación, un chasis construido inicialmente para el propio Gordon se denominó Bigfoot 19. A pesar de una imagen promocional que mostraba la carrocería como un Ford, esta camioneta también competiría con una carrocería Silverado altamente modificada. Por su innovación de crear camiones monstruo, Bob Chandler ha sido incluido en múltiples salones de la fama. En 2006, fue incluido en el Salón de la Fama del Deporte de Misuri. En noviembre de 2011, fue incluido en el Salón de la Fama del Museo Internacional de los Monster Truck con su selección inaugural. El ex conductor Jim Kramer fue incluido en la segunda clase al año siguiente. Además, en 2013, Chandler fue incluido en el Salón de la Fama del Automovilismo Todoterreno ("OrMHoF").
El 30 de noviembre de 2018, Bigfoot fue anunciado como uno de los participantes en la nueva gira Hot Wheels Monster Trucks Live, coproducida por el propietario de Hot Wheels, Mattel, y Raycom-Legacy Content Company. Es una relación publicitaria que se remonta a la década de 1980.

## Lista de vehículos
La siguiente es una lista de todos los vehículos construidos o propiedad de Bigfoot 4×4, Inc. El Bigfoot #13 se omitió debido a la  superstición sobre el número 13.
| Nombre     | Construido | Detalles | Foto |
| ---------- | ---------- | --- | ---- |
| Bigfoot 1  | 1975       | En 1974, Bob Chandler compró una camioneta pickup F-250. En los años siguientes, Chandler hizo modificaciones a la camioneta para aumentar su potencia y sus capacidades todoterreno, mientras promocionaba su negocio Midwest 4 Wheel Drive Center. La camioneta se usó en pruebas locales de camiones y tractores, carreras de barro y otros eventos fuera de la carretera. En 1979, el clip delantero de 1974 se reemplazó con un clip delantero de 1979 que se volteaba hacia adelante para permitir un mayor acceso al motor, y se introdujo la dirección trasera. Ese mismo año, Bigfoot hizo su primera aparición pública pagada en Denver (Colorado). En 1981, Bigfoot hizo el primer aplastamiento de coches de un camión monstruo. Ese mismo año, Bigfoot apareció en la película Take This Job and Shove It. En 1982 fue el primer camión monstruo en aplastar coches frente a una audiencia. En marzo de 1983, Bigfoot 1 actuó frente a 72.000 seguidores en el evento de camiones monstruo más grande de un día, en el Pontiac Silverdome. Participó en competiciones hasta 1987. Actualmente se usa como vehículo de exhibición y se encuentra en la tienda Bigfoot 4 × 4 en Pacific, en el estado de Misuri. |      |
| Bigfoot 2  | 1982       | Terminado en el otoño de 1982 para satisfacer la demanda de apariciones del camión original, Bigfoot 2 fue el primer camión monstruo en usar neumáticos de 66 pulgadas de alto, el neumático estándar de los camiones monstruo utilizado a partir de ese momento. El camión compitió con un vapor de ruedas en el río Chattahoochee en Columbus (Georgia) en 1985. Modificado en 1992 con el propósito de brindarles a los aficionados paseos en camiones monstruo en la plataforma del vehículo y rebautizado como SafariFoot. El camión se vendió a un cliente privado en 2000. |      |
| Bigfoot 3  | 1983       | Construido en 66 días en el otoño de 1983, hizo su debut en enero de 1984 en el Pontiac Silverdome. Recibió las mismas modificaciones que Bigfoot 2 en 1992. Apareció en la película Loca Academia de Policía 2. Fue donado al Fondo Financiero E.M.T. en el año 2000. El propietario actual del camión está en proceso de restaurarlo. |      |
| Bigfoot 4  | 1984       | Este camión debutó el 31 de julio de 1984, en la gran inauguración de la nueva sede de Bigfoot en Hazelwood (Misuri). Fue el primero de los camiones "Etapa II", construido específicamente como un camión monstruo, y no siendo modificado a partir de un vehículo de producción en serie. Bigfoot 4 hizo su debut en la pista el 14 de septiembre de 1984, en el Baton Rouge River Center de Baton Rouge. Este camión ganó la primera carrera de camiones monstruo mano a mano en una prueba de obstáculos en enero de 1986, celebrada en el Louisiana Superdome. Este camión fue el primero de los camiones monstruo Bigfoot en volcarse, lo que ocurrió en Murray (Kentucky) en 1986. En abril de 1991, Bigfoot 4 se convirtió en el primer camión monstruo en tener una carrocería con una estructura resistente tridimensional y fue rediseñado como Snake Bite. La última competición del camión tuvo lugar en febrero de 1998, en el Worcester's Centrum Centre en Worcester (Massachusetts). De 1998 a 2006, Bigfoot 4 se utilizó exclusivamente como camión de exhibición. Se vendió en 2007. |      |
| Bigfoot 5  | 1986       | Completado en el verano de 1986 y diseñado exclusivamente para su uso con neumáticos Firestone Tundra de 10 pies (3 m) de diámetro. Bigfoot 5 debutó en el Fall Jamboree de 1986 en Indianápolis y estableció el récord de la camioneta pickup más alta, ancha y pesada del mundo. Utilizado principalmente como vehículo de exhibición, el camión se encuentra en la sede de la empresa en Pacific, Misuri. |      |
| Bigfoot 6  | 1986       | Construido en el otoño de 1986, Bigfoot 6 estableció en 1987 un récord al saltar sobre 13 coches en el Indiana State Fairgrounds. El camión apareció en la película de 1989 Loca Academia de Policía 6. Durante 1992 y 1993, realizó una gira por el Reino Unido, Irlanda, Islandia y otros países europeos. En 1993, Bigfoot 6 y el conductor Jim Greco completaron 160 espectáculos en 164 días en el Reino Unido. Realizó una gira por Tailandia en 1994, y posteriormente se vendió a un promotor británico. |      |
| Bigfoot 7  | 1988       | Construido en mayo de 1988 específicamente para la película Road House. En la película, Bigfoot 7 destruye una sala de exhibición de coches nuevos y aplastaba cuatro vehículos nuevos. Esa escena costó 500.000 dólares y se rodó en una sola toma. También se usó en la película Tango y Cash. Modificado en 1995 para acomodar neumáticos de 10 pies de diámetro como el Bigfoot 5, se le quitaron el motor, la transmisión y la dirección, y el camión se vendió al restaurante temático Race Rock en Orlando. Después de que el restaurante cerrase, se vendió a Fun Spot America en Kissimmee, donde se exhibe actualmente. |      |
| Bigfoot 8  | 1989       | Construido a mediados de 1989, Bigfoot 8 fue el primer camión "Stage III", que utilizaba un bastidor de acero tubular y un chasis con un sistema de suspensión en voladizo y una carrocería de fibra de vidrio. Fue diseñado por Bob Chandler y Dan Patrick utilizando AutoCAD. En su primer año en competición, el piloto Andy Brass y Bigfoot 8 ganaron el TNT Monster Truck Challenge de 1990. Actualmente es un camión de exhibición. |      |
| Bigfoot 9  | 1990       | Bigfoot 9 debutó el 10 de febrero de 1990 en Dayton (Ohio). El camión fue incautado por la aduana brasileña después de una gira en 1998 y nunca ha sido devuelto. |      |
| Bigfoot 10 | 1992       | Bigfoot 10 debutó en la St. Louis Arena el 31 de enero de 1992. Este fue el primer camión monstruo con motor central del equipo Bigfoot. Ganó el campeonato de la Serie por Puntos Penda de eventos especiales de 1992 y el Campeonato por Puntos de la Bandera a Cuadros de 1999. Retirado después de un accidente en Amarillo (Texas), en febrero de 2015. El camión retirado se convirtió en una pieza de exhibición estática en la ciudad de Pacific (Misuri), sede de la tienda Bigfoot. |      |
| Bigfoot 11 | 1992       | Bigfoot 11 debutó en el SEMA Show en Las Vegas en 1992. En 1993, usando el nombre de "Wildfoot", el camión ganó la Serie por Puntos Penda de Eventos Especiales de 1993 y fue nombrado Camión del Año del MTRA de 1993. El camión estableció un récord en 1995, realizando el salto de camión monstruo más largo del mundo, con una distancia de 117 pies (35,7 m). En 1999 también estableció un récord mundial de longitud de caballito de un camión monstruo, con 217 pies 3 pulgadas (66,22 m). Bigfoot 11 se retiró después de un accidente en Springfield (Illinois), en junio de 2015. |      |
| Bigfoot 12 | 1993       | Construido específicamente como un camión de exhibición, Bigfoot 12 luce una carrocería de estilo retro basada en el Bigfoot original. Debutó el 28 de enero de 1993, durante la Super Bowl XXVII en Los Ángeles. |      |
| Bigfoot 14 | 1993       | Este camión debutó en el Louisiana Superdome en enero de 1994. Ganó su primer campeonato por puntos en 1995. El 11 de septiembre de 1999, el conductor Dan Runte y Bigfoot 14 establecieron un salto récord mundial de un camión monstruo, con 202 pies (61,57 m), rompiendo el récord anterior de 144 pies 10 pulgadas (44,15 m). El camión estableció el récord al saltar sobre un avión Boeing 727 en el espectáculo aéreo Tennessee Aviation Days en el aeropuerto de Smyrna (Tennessee). |      |
| Bigfoot 15 | 1994       | Bigfoot 15 debutó en el SEMA Show en Las Vegas, Nevada, en noviembre de 1994. En 1997, el camión ganó su primer campeonato compitiendo como Snake Bite. El camión ganó campeonatos en 2000, 2007, 2010, 2011 y 2012. |      |
| Bigfoot 16 | 2007       | Comenzado en 1998, pero no completado hasta abril de 2007, Bigfoot 16 debutó en el Four Wheel and Off Road Jamboree en Springfield (Misuri). Este fue el primer camión monstruo Bigfoot en tener una transmisión Powerglide de 2 velocidades en lugar de una transmisión Ford C-6 de 3 velocidades. En su primer año de competencia, Bigfoot 16, conducido por Dan Runte, ganó el campeonato de la Major League of Monster Trucks. Se retiró después de un accidente en el otoño de 2012 en el Jamboree 4x4 de Indianápolis, cuando lo conducía Larry Swim. |      |
| Bigfoot 17 | 2003       | Construido y operado por Nigel Morris, propietario de L.A. Supertrux, Ltd., en asociación con Bigfoot 4x4, Inc. Bigfoot 17 hizo su debut en la Truckfest de Peterborough, en el May Bank Holiday en 2003. El camión compitió exclusivamente en Europa. Se vendió a un operador en España (aunque sin el nombre de Bigfoot), cuando Morris se retiró de la conducción en 2017. |      |
| Bigfoot 18 | 2011       | Bigfoot 18 se completó en diciembre de 2011 y fue el primer camión Bigfoot en presentar una carrocería estilo trophy truck. Dan Runte y el camión ganaron el Campeonato del Tour Monster Truck más duro en su primer año de competición. En septiembre de 2012, Dan Runte y Bigfoot recuperaron el título del Libro Guinness de los récords por el salto de camión monstruo más largo del mundo en el Jamboree 4x4 de Indianápolis de 2012. El camión saltó 214 pies 8 pulgadas (65,43 m) para romper el récord mundial anterior de salto de longitud del Bad Habit. |      |
| Bigfoot 19 | 2012       | Bigfoot 19 se completó en septiembre de 2012. Se presentó en Aruba en octubre de 2012, siendo el primer camión Bigfoot en hacer su debut fuera de los Estados Unidos, donde apareció por primera vez en Cincinnati el 29 de diciembre de 2012. Este es el único Bigfoot con motor motor Chevrolet de bloque grande. |      |
| Bigfoot 20 | 2012       | Bigfoot 20 fue construido como el primer camión monstruo eléctrico del mundo. El camión funciona con un motor eléctrico personalizado y 36 baterías Odyssey PC1200. Debutó en el SEMA Show en Las Vegas, Nevada, el 30 de octubre de 2012. El camión aplastó por primera vez un automóvil el 8 de noviembre de 2012. |      |
| Bigfoot 21 | 2014       | Bigfoot 21 se completó el 24 de diciembre de 2014 y debutó en Southaven, del 9 al 10 de enero de 2015, ganando una carrera y una competición de estilo libre en su primer fin de semana. Este camión utiliza en su motor culatas "zoomie", que le dan "un sonido muy fuerte y único en comparación con otros camiones Bigfoot". |      |

### Otros vehículos
| Nombre                     | Construido | Detalles | Foto |
| -------------------------- | ---------- | --- | ---- |
| Ms. Bigfoot/Bigfoot Ranger | 1985       | Este camión fue el último Bigfoot que se completó a partir de una camioneta producida en serie. Su motor de aluminio sobrealimentado con cámaras de combustión hemisféricas rendía 1000 caballos de potencia, con una cilindrada de 571 pulgadas cúbicas (9,4 L). Ms. Bigfoot debutó en el San Diego Stadium en San Diego, California, el 4 de julio de 1985. Marilyn Chandler, esposa del creador de Bigfoot, Bob Chandler, se convirtió en la primera mujer conductora de un camión monstruo cuando pilotó Ms. Bigfoot. En 1987, el camión fue rediseñado como "Bigfoot Ranger", el primer camión Bigfoot que se vendió. |      |
| Bigfoot Shuttle            | 1985       | Construido a partir de una minivan Aerostar, tiene el motor V6 estándar. La inyección de óxido nitroso se agregó más tarde. En 2002, se vendió para su uso privado. |      |
| Bigfoot Fastrax            | 1987       | Basado en un chasis del transporte militar M84 con dos motores Ford 460 pulgadas cúbicas (7,5 L) y transmisiones automáticas C6, Bigfoot lo compró en 1988 y sufrió amplias modificaciones. La carrocería es la mitad superior de una réplica de fibra de vidrio de una Aerostar de 1990. Fue utilizado como vehículo de exhibición. |      |
| Bigfoot Race Rock 2        | 1999       | Una réplica que no funciona, construida específicamente para exhibición permanente en el restaurante Race Rock en Las Vegas de forma que coincida con la exhibición de Bigfoot 7 en su restaurante de Orlando. Después de que el restaurante cerró, se vendió al museo Historic Auto Attractions de Roscoe (Illinois), donde se conserva desde entonces. |      |

## Snake Bite
Snake Bite (Mordedura de Serpiente) es un nombre y un aspecto alternativos que a veces se usan cuando un segundo camión está programado para aparecer en el mismo evento. El primer "Snake Bite" (usando el chasis de Bigfoot 4) fue conducido originalmente por Gene Patterson, bajo el seudónimo de Colt Cobra. Llevaba una máscara para ocultar su identidad y provenía de la ciudad ficticia de Cobra Creek, Colorado. Otros camiones y conductores de Bigfoot han utilizado distintas identidades con el paso de los años.

## Videojuegos
Bigfoot ha sido el foco de múltiples videojuegos. El primer videojuego Bigfoot fue lanzado en 1990 por Acclaim Entertainment para Nintendo Entertainment System. Bigfoot también es el camión destacado en la serie Monster Truck Madness de Microsoft de la década de 1990.  Bigfoot: Collision Course se lanzó en varias plataformas en 2008.  Monster Truck Destruction, lanzado en las plataformas iOS y Android en 2012, también presenta varios camiones monstruo. Bigfoot Crush es un juego de arcade de 2020 lanzado por UNIS.

## Apariciones en cine y televisión
El Bigfoot original interviene en la película de 1981 Take This Job and Shove It, donde aparece como el camión personal del personaje principal. Esta fue la primera aparición de un camión monstruo en una película. El personaje Aech utiliza un Bigfoot virtual dentro del universo OASIS de realidad virtual en la película de 2018 Ready Player One. Otras apariciones de camiones Bigfoot en películas incluyen Cannonball Run II, Loca Academia de Policía 2, Road House, Loca Academia de Policía 6, Tango y Cash, Monster Man y Los ángeles de Charlie: Al límite.
Bigfoot también ha sido una parte destacada de las series de televisión animadas. Bigfoot and the Muscle Machines fue una miniserie animada de 1985 producida por Marvel Productions como parte de su serie de antología Super Sunday. Una versión de Bigfoot con consciencia propia fue uno de los personajes principales de la serie animada The Power Team; se incluyó para publicitar el videojuego NES. En 2006 se estrenó una serie de televisión de Discovery Kids llamada Bigfoot Presents: Meteor and the Mighty Monster Trucks.

## Legado
Bigfoot fue incluido por la revista Hot Rod como uno de los 100 vehículos más influyentes en la historia del hot rodding en su edición de febrero de 2009, ocupando el puesto 69 de la lista.
El camión también ingresó en el Salón de la Fama Internacional de los Camiones Monstruo en 2011.